# قره عثمان
قره عثمان یا قراعثمان (زادهٔ: ۱۳۵۰ – درگذشتهٔ: اوت ۱۴۳۵ میلادی) فرمانده و رئیس اتحادیهٔ عشایر ترکمان آق‌قویونلو بود و به عنوان بنیان‌گذار رسمی دولت آق‌قویونلو در سال ۱۳۷۸ میلادی در اطراف ارزنجان، و از سال ۱۳۸۹ در آمِد (دیاربکر) شناخته می‌شود.

## نام‌ها
قره عثمان در منابع تاریخی با نام‌های «قراملک عثمان»، «قرایولوق عثمان» و «عثمان بیک» نیز شناخته شده است.

## ایجاد امیرنشین آق‌قویونلو
عثمان بیگ فرزند فخرالدین قتلغ بیگ رهبر ترکمانان آق‌قویونلو و ماریا دسپینا خواهر آلکسیوس سوم امپراتور ترابوزان بود که پس از برادرش احمد بیک به سرکردگی اتحادیهٔ ترکمانان آق‌قویونلو رسید. قره‌عثمان بعداً با ازدواج با یکی از شاهزاده خانم‌های ترابوزان از سیاست پدرش پیروی کرد.
قره‌عثمان در زندگی طولانی خود در مقایسه با پدر آرامش‌طلب خویش به درگیری‌های بسیاری دست یازید. در آن زمان مهم‌ترین دشمن آق‌قویونلوها، همبسته ایلاتی آنان اتحادیهٔ ترکمانان قراقویونلو بودند. رهبرشان قره‌محمد چندی بیش عمر نکرد؛ ولی جانشین او قره یوسف با تمامی توان خود دشمنی دیرینه را ادامه داد. وقتی تیمور لنگ در خاور نزدیک ظاهر شد، قراقویونلوها از نخستین افرادی بودند که با سپاه تیمور رو‌به‌رو شدند و هر بار هم که جنگ درگرفت شکست خوردند. لاجرم طبیعی بود که رهبر آق‌قویونلوها به تیمور ملحق شود و به خدمت او درآید. این قضیه در سال ۱۳۹۹م در اردوی قره‌باغ در ماورای قفقاز رخ داد و قره‌عثمان در برابر تیمور کرنش کرد. او در نخستین لشکرکشی تیمور به آناتولی فرماندهٔ سپاهیان طلایه او بود و در لشکرکشی بعدی تیمور به سوریه هم نام او در میان بود. قره‌عثمان بعدها در نبرد آنکارا در ۱۴۰۲م شرکت کرد که به شکست و اسارت بایزید یکم سلطان عثمانی انجامید. تیمور به پاس خدمات رهبر آق‌قویونلوها مقام امیر بدو بخشید و سرتاسر اراضی دیاربکر را تیول وی ساخت.

## قره عثمان پس از تیمور
وقتی تیمور در فوریهٔ ۱۴۰۵م در اثنای لشکرکشی به شرق مرد، روشن بود که امپراتوری وسیع او که حاصل فتوحاتش بود، فاقد ثبات داخلی است. پس از مرگ تیمور، قره‌عثمان که کامیابی‌های او در نزد تیمور اعتبار زیادی در چشم اتحادیهٔ ایلی‌اش داشت و شماری از ایلات و عشایر را زیر چتر او کشانده بود، با تعدادی از امیرنشین‌های مجاور جنگ درانداخت و به پیروزی رسید. روابط او با ممالیک مصر در آغاز حسنه بود؛ اما بعدها به متصرفاتشان حمله کرد. قره‌عثمان به دودمان تیمور وفادار باقی ماند و در لشکرکشی‌های سه‌گانهٔ شاهرخ به آذربایجان علیه قره‌یوسف قراقویونلو در کنار تیموریان جنگید. با اینکه قره‌یوسف در آغاز نخستین لشکرکشی مرد و سپاهیان او پراکنده شدند اما قراقویونلوها به‌سرعت به بازسازی خود پرداختند. وقتی در سومین لشکرکشی، اسکندر از برابر شاهرخ فرار کرد و به ترکان عثمانی پناه برد، قره‌عثمان با وجود هشتاد سال سن، در صدد جلوبر کردن او برآمد؛ اما در هنگام جنگ در ارزروم به‌شدت زخمی شد و بر اثر آن در پایان اوت ۱۴۳۵م درگذشت. اسکندر بیک هنگامی که به ارزروم برگشت، دستور داد قبر رهبر آق‌قویونلوها را نبش قبر کنند و جسدش را نزد سلطان مصر بفرستند و سلطان مصر هم آن را در ملاءعام به نمایش گذاشت. هیچ‌کدام از فرزندان قره‌عثمان به شجاعت و شهامت پدرشان نبودند و خاندان حاکمهٔ آق‌قویونلوها به مدت یک دهه پس از وی گرفتار آشفتگی و نابسامانی بود. تا زمانی که نوه او اوزون حسن به قدرت رسید.

## شخصیت قره عثمان
قره‌عثمان را باید مؤسس حقیقی و متحدکنندهٔ اصلی سلسلهٔ آق‌قویونلو‌ها دانست که پس از پدر و برادرش این اتحادیه را به یک امیرنشین نیرومند تبدیل کرد. او حکومت خود را در دیاربکر با مرکزیت آمِد تشکیل داد و ارزنجان، ماردین، رها و سیواس را نیز به تصرف در آورد. اغلب پژوهشگران قره عثمان را امیری دلیر و بی‌باک قلمداد کرده‌اند و نه فقط دوستان، بلکه دشمنان وی را هم ستوده‌اند. در اخلاق شخصیتی متعادل داشت و کمتر اتفاق می‌افتاد که به احساسات تکیه کند. مدرکی دال بر عیاشی او در دست نیست. او همچنین به پیمان‌ها و قرارداد‌هایی که با دیگران می‌بست وفادار بود.